# L1蛋白质家族
L1蛋白质家族（英語：L1 family）是一个蛋白质家族，包括了L1蛋白相关的蛋白质，属于免疫球蛋白超家族下的IgSF CAM（免疫球蛋白样的细胞粘附分子）。